# Connersville
Connersville is een plaats (city) in de Amerikaanse staat Indiana, en valt bestuurlijk gezien onder Fayette County.

## Demografie
Bij de volkstelling in 2000 werd het aantal inwoners vastgesteld op 15.411.
In 2006 is het aantal inwoners door het United States Census Bureau geschat op 14.213, een daling van 1198 (-7,8%).

## Geografie
Volgens het United States Census Bureau beslaat de plaats een oppervlakte van
21,1 km², geheel bestaande uit land. Connersville ligt op ongeveer 288 m boven zeeniveau.

## Geboren
- Dan Toler, Amerikaans gitarist (overleden 2013)

## Plaatsen in de nabije omgeving
De onderstaande figuur toont nabijgelegen plaatsen in een straal van 20 km rond Connersville.